# Demeter Laccataris

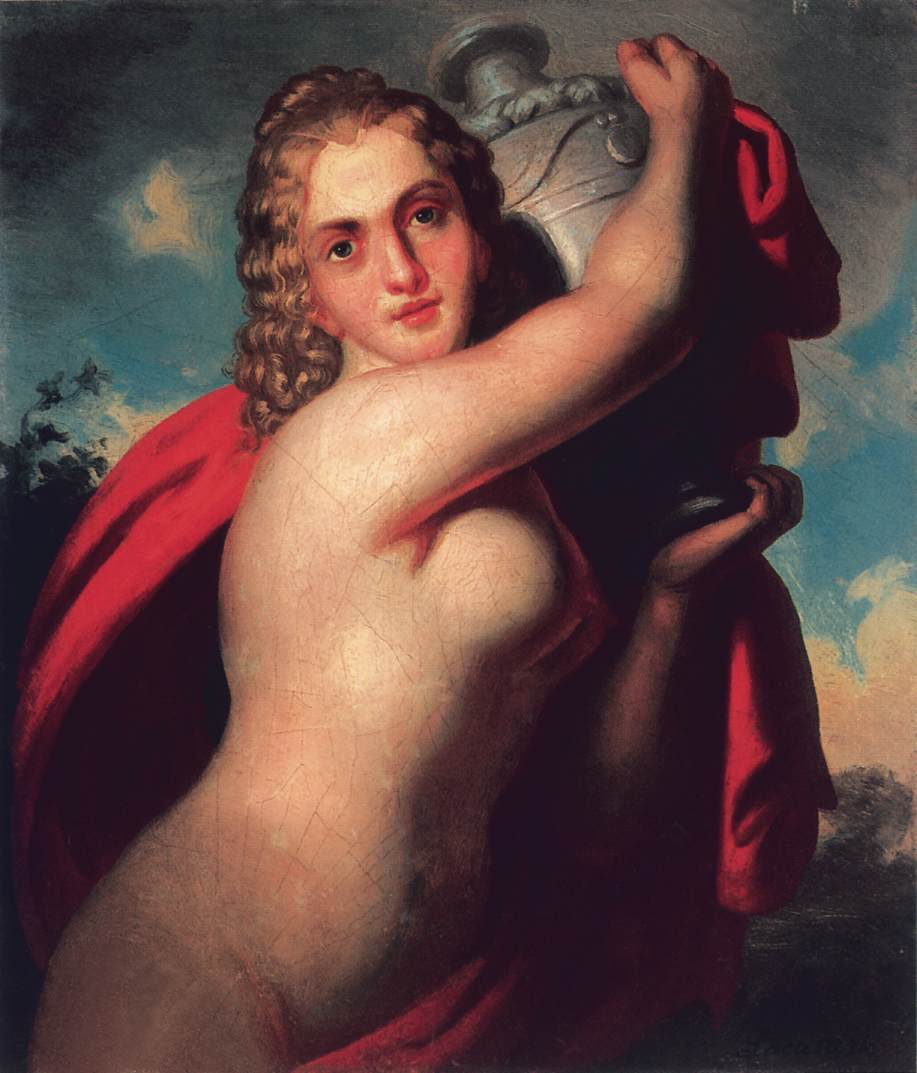
Laccataris: Hebe, um 1850.

Demeter Laccataris (* 1798 in Wien; † 24. Dezember 1864 in Pest) war ein österreichisch-ungarischer Porträtmaler griechischer Herkunft. Er studierte in Debrecen und Wien bei Josef Danhauser. Um das Jahr 1835 ließ er sich in Pest nieder. Laccataris malte hauptsächlich Porträts, Genre- und  Altarbilder. Einige seiner Werke sind u. a. in der Ungarischen Nationalgalerie zu sehen.